# Amblyolpium martinensis
Amblyolpium martinensis är en spindeldjursart som beskrevs av Tooren 2002. Amblyolpium martinensis ingår i släktet Amblyolpium och familjen Garypinidae. Inga underarter finns listade i Catalogue of Life.